# AMD Vision
AMD Vision — это маркетинговый термин от AMD. Структура AMD Vision систематизирует персональные компьютеры на 4 категории, по росту их возможностей.  У AMD также имеется пятый, отдельный «Vision Pro» маркетинговый термин — для настольных компьютеров и ноутбуков для использования в офисе.
Продукты по данной классификации делятся на категории «Vision», «Vision Premium», «Vision Ultimate», и «Vision Black», соответственно c ростом возможностей:
- «Vision» предназначена для простейших нетбуков или ультратонких ноутбуков. Позволяет играть в казуальные игры, выполнять офисную работу и смотреть видео в HD.

- «Vision Premium» позволяет всё из предыдущего пункта, плюс возможность конвертировать аудиофайлы, смотреть on-line видео, играть в нетребовательные игры.

- «Vision Ultimate» позволяет всё из предыдущих пунктов, плюс возможность играть в современные 3D-игры, редактировать видео и фотоконтент.

- «Vision Black» позволяет всё из предыдущих пунктов, плюс возможность работать в требовательных приложениях на максимально возможной скорости по сравнению с предыдущими категориями.

Все компьютеры из этих категорий поддерживают оперативную память DDR3.  

Процессоры Athlon II Neo 3xx, Athlon II M3xx/N3xx/P3xx и V1xx имеют 64-bit FPU, Turion II K5xx/M5xx/M6xx/N5xx/P5xx, Phenom II N6xx/P6xx/N8xx/P8xx/N9xx/P9xx имеют 128-bit FPU.
Категория «Vision» имеет кодовое имя «Nile» и включает процессоры новых линеек Turion II Neo, Athlon II Neo и V:
```
   AMD Turion II Neo K665 @1,7 ГГц, 2-ядерный, TDP 15 Вт, всего 2 Мб кеш-памяти L2.
   AMD Turion II Neo K625 @1,5 ГГц, 2-ядерный, TDP 15 Вт, всего 2 Мб кеш-памяти L2.
   AMD Athlon II Neo K325 @1,3 ГГц, 2-ядерный, TDP 15 Вт, всего 2 Мб кеш-памяти L2.
   AMD Athlon II Neo K125 @1,7 ГГц, одноядерный, TDP 12 Вт, 1 Мб кеш-памяти L2.
   AMD V105 @1,2 ГГц, одноядерный, TDP 9 Вт, 512 Кб кеш-памяти L2.
```

В составе этой категории идут видеокарты встроенные Radeon 4200 или дискретные, серии ATI Mobility Radeon HD 5400.
В последующих категориях используются процессоры:
```
   AMD Phenom II Black Edition X920 @2,3 ГГц, 4-ядерный, TDP 45 Вт, всего 2 Мб кеш-памяти L2.
   AMD Phenom II Black Edition X620 @3,1 ГГц, 2-ядерный, TDP 45 Вт, всего 2 Мб кеш-памяти L2.
   AMD Phenom II N930 @2 ГГц, 4-ядерный, TDP 35 Вт, всего 2 Мб кеш-памяти L2.
   AMD Phenom II N920 @1,6 ГГц, 4-ядерный, TDP 25 Вт, всего 2 Мб кеш-памяти L2.
   AMD Phenom II N830 @2,1 ГГц, 3-ядерный, TDP 35 Вт, всего 1,5 Мб кеш-памяти L2.
   AMD Phenom II N820 @1,8 ГГц, 3-ядерный, TDP 25 Вт, всего 1,5 Мб кеш-памяти L2.
   AMD Phenom II N620 @2,8 ГГц, 2-ядерный, TDP 35 Вт, всего 2 Мб кеш-памяти L2.
   AMD Turion II N530 @2,5 ГГц, 2-ядерный, TDP 35 Вт, всего 2 Мб кеш-памяти L2.
   AMD Turion II N520 @2,3 ГГц, 2-ядерный, TDP 25 Вт, всего 2 Мб кеш-памяти L2.
   AMD Athlon II N330 @2,3 ГГц, 2-ядерный, TDP 35 Вт, всего 1 Мб кеш-памяти L2.
   AMD Athlon II P320 @2,1 ГГц, 2-ядерный, TDP 25 Вт, всего 1 Мб кеш-памяти L2.
   AMD V120 @2,2 ГГц, одноядерный, TDP 25 Вт, всего 512 Кб кеш-памяти L2.
```

В составе этих категорий идут видеокарты серии ATI Mobility Radeon HD 5400 и выше.